# Manicomi (pel·lícula de 1946)
Manicomi (títol original: Bedlam) és una pel·lícula de terror estatunidenca de 1946 dirigida per Mark Robson i protagonitzada per Boris Karloff, Anna Lee i Richard Fraser, i va ser l'última d'una sèrie pel·lícules B de terror produïdes per Val Lewton per a RKO Radio Pictures. Està doblada al català.
La pel·lícula es va inspirar en la sèrie de pintures de William Hogarth de 1732–1734 anomenada A Rake's Progress.

## Argument
Nell Bowen, la protegida de Lord Mortimer, vol ajudar a canviar les condicions del famós asil de Bedlam. George Sims, el seu director, la interna allà, però, en última instància, són els bojos els que s'han fet càrrec de l'asil.

## Repartiment
- Boris Karloff com Master George Sims
- Anna Lee com Nell Bowen
- Billy House com Lord Mortimer
- Richard Fraser com Hannay
- Glen Vernon com el noi daurat
- Ian Wolfe com Sidney Long
- Jason Robards Sr. com Oliver Todd
- Leyland Hodgson com John Wilkes
- Elizabeth Russell com Mistress Sims
- Skelton Knaggs com Varney (sense acreditar)
- John Goldsworthy com comissari en cap (sense acreditar)

## Producció
Mark Robson va dir que va reproduir "gran part de The Rake's Progress de Hogarth a la nostra pel·lícula; de fet, pràcticament vam utilitzar Hogarth com a director d'art. El diàleg era una amalgama de tot tipus de personatges del segle XVIII, inclòs Lord Sandwich i diversos altres".

## Estrena
La pel·lícula va registrar una pèrdua de 40.000 dòlars.

## Recepció
Variety ho va dir "mòrbid i depriment, però fascinant alhora".